# Lugliano
Lugliano è una frazione del comune italiano di Bagni di Lucca, nella provincia di Lucca, in Toscana.

## Geografia fisica
Il paese di Lugliano, geograficamente posto al limite del 43º parallelo, a circa 400 metri sul livello del mare, domina la valle del Serchio, la valle della Lima, e le due valli dei torrenti Buliesima e Pizzorne. Alle sue spalle si trovano le alture delle Pizzorne che lo separano dalla pianura lucchese.
La frazione gode di un ottimo panorama sulla Garfagnana, con le appendici delle Apuane, la Pania della Croce e la Pania Secca, e sull'Appennino toscoemiliano, in particolare sul monte Giovo e sul Rondinaio. In direzione nord la vista spazia lungo la valle che da Bagni di Lucca sale verso l'Abetone seguendo il corso del torrente Lima.
Posta al centro del comune di Bagni di Lucca, la sua posizione sopraelevata ne consente la visibilità da molte altre frazioni montane comunali, fra cui San Cassiano, Benabbio e Monti di Villa, nonché dalle frazioni del Comune di Borgo a Mozzano: Corsagna, Oneta, La Cune e La Rocca. Scendendo dalle Pizzorne se ne può notare la forma simile a una "S".

## Storia
Di origine tardo-latine, pare che il suo nome derivi da un colono romano, come altri toponimi recanti il medesimo suffisso. Dominato dai resti del castello ancora in parte visibile nella parte più elevata, in epoca medievale fu feudo della famiglia Suffredinghi.
Il paese ha da sempre seguito le sorti del Ducato di Lucca e del comune di Bagni di Lucca, per cui nel 1848 a seguito della vendita del ducato entrò a far parte del Granducato di Toscana ed alcuni anni dopo del Regno d'Italia.
Posizionato in un luogo strategico su tre colli, dominanti la confluenza fra il fiume Serchio e il torrente Lima, era avamposto di controllo delle vie provenienti dalla Garfagnana e della via Francigena, adesso Strada statale 12 dell'Abetone e del Brennero, che collega la città di Lucca con la provincia di Modena.
Situata in posizione dominante rispetto alle fortificazioni della Linea Gotica, ha avuto importanza militare durante il secondo conflitto mondiale, essendo stata per lungo tempo occupata dalle truppe tedesche, che qui vi avevano installato una serie di batterie di artiglieria che sparavano in direzione sud verso la città di Lucca in mano alle truppe alleate. In seguito allo sfondamento delle linee tedesche venne occupata dagli inglesi, che piazzarono a loro volta nel paese alcune batterie puntate questa volta verso le montagne della Garfagnana. Non si registrarono mai scontri fra la popolazione e le truppe occupanti, in quanto sia il comando tedesco che il comando britannico mantennero sempre un ottimo rapporto con gli abitanti.
I Citti, uno dei cognomi più diffusi a Lugliano, agli inizi del 1800 popolarono l'isola di Gorgona, a Livorno, dando origine all'attuale paese dei pescatori. Il Granduca di Toscana inviò circa 200 contadini per coltivare l'isola, che poi divennero pescatori, fino a questi giorni. Attualmente è in corso il tentativo di un gemellaggio tra Lugliano e l'Isola di Gorgona.
Il paese è stato oggetto nell'immediato dopoguerra di un forte emigrazione: mette preferite furono il nord Europa, la Francia, la Germania e il Benelux, nonché l'America Settentrionale. Molti giovani con un profilo di istruzione basso furono inviati a lavorare nelle acciaierie e nelle miniere di carbone. Quasi tutti gli emigranti hanno mantenuto con il paese di origine un collegamento; alcuni di loro hanno fatto rientro durante il boom economico, mentre altri, spesso le seconde generazioni, alla morte dei genitori hanno preferito non farvi più ritorno e vendere le case ereditate, con il conseguente ingresso in paese di famiglie provenienti da ogni parte del mondo.
La frazione di Lugliano ha vissuto, specialmente a partire dalla metà degli anni ottanta, un nuovo fermento che ha portato alla ristrutturazione di tutto il vecchio borgo, specialmente la zona del "castello". Attualmente il paese è quasi completamente abitato.
Lo stemma del paese è Giano bifronte, con alcune spighe di grano.

## Monumenti e luoghi d'interesse
Nella parte alta del paese sono visibili le planimetrie del vecchio castello con le tre vie che diramano dallo slargo ancor oggi chiamato "La porta", in ricordo dell'ingresso della fortificazione, le quali sono denominate, in un gergo semplificato tipicamente militare, "fil di cima", "fil di mezzo" e "fil di fondo". Il ripido viale che conduce alla parte alta del paese, selciato in pietra, è denominato "Crociale" e alla sua metà è posta una croce in ferro battuto. Le tre vie suddette sfociano in una piazzetta denominata "La cisterna", poiché qui aveva sede proprio una struttura che raccoglieva l'acqua piovana per l'uso del castello; la cisterna è sostituita da un parcheggio, costruito negli anni settanta del Novecento.
Lugliano possiede una chiesa parrocchiale del XVII secolo, dedicata al santo patrono Iacopo. La festa in suo onore si svolge ogni anno il 26 luglio e dà luogo a una processione. La chiesa primitiva, anteriore all'anno mille, era dedicata a san Martino ma già nel 1269 fu intitolata a san Iacopo. La struttura ha subito nei secoli varie aggiunte e modifiche, ampliata nel 1118, e ricostruita nel XIV secolo; nel 1854 fu aggiunta la volta in muratura nella navata centrale; la facciata e la pavimentazione furono rifatte nel 1915. 
All'interno della chiesa, che si presenta con tre navate, sono conservate alcune tele, una delle quali attribuita a Matteo Rossetti ed alcune sculture: una statua della Madonna con Bambino in terracotta invetriata policroma di Benedetto Buglioni, del 1510 circa, e una statua lignea del santo attribuita allo scultore Matteo Civitali. La piazza della chiesa che si trova all'ingresso del vecchio abitato è caratterizzata da due oratori, dedicati al Santissimo Nome di Gesù e alla Natività di Maria, collocati rispettivamente alla sinistra e alla destra dell'edificio principale. I due oratori erano sedi di altrettante compagnie religiose. La chiese è dominata da un campanile in pietra merlato con orologio.
Seguendo la via verso il paese vecchio, prima della ripida salita del "Crociale" si trova una piccola cappella votiva del XVII secolo, anche questa ristrutturata nel XX secolo e dedicata a Sant'Anna. Proseguendo verso la strada che porta verso le Pizzorne si può notare, superato il cimitero, un'altra cappella votiva dedicata al "Volto Santo", anche questa edificata intorno alla metà del Seicento come ringraziamento per il mancato diffondersi di un'epidemia di peste. Si segnala nella piazzetta posta al centro del paese una fontana fatta costruire intorno al 1820 da una famiglia britannica. Sopra la fontana in pietra si trovano ancora le parole dettate dal nobile inglese a ricordo dell'edificazione.
Da segnalare anche il labirinto di bosso situato nei pressi della Villa Politi, proprietà della suore Barbantine di Lucca. Nel giardino della villa si trova un frassino secolare menzionato in un antico scritto per la sua capacità di accogliere numerose persone fra i suoi rami.